# Edwin Villafuerte
Edwin Alberto Villafuerte Posligua (Guayaquil, 12 marzo 1979) è un ex calciatore ecuadoriano, di ruolo portiere.